# Theudoald
Theudoald was gedurende korte tijd hofmeier in het Frankische Rijk. Hij was de onwettige zoon van Grimoald II, zelf een zoon van hofmeier Pepijn van Herstal. Zijn grootmoeder, Plectrudis, probeerde hem als opvolger van zijn grootvader aan te stellen in plaats van haar stiefzoon Karel Martel. Dit was echter maar voor even, omdat in 714 Raganfrid van de Frankische adel dezelfde functie kreeg in Neustrië, terwijl Karel Martel de voorkeur van de adel in Austrasië verkreeg. De Frankische burgeroorlog, die hierop ontstond, viel noodlottig uit voor Theudoald. Zijn grootmoeder en hij gaven zich in 716 over aan koning Chilperik II van Neustrië en Raganfrid. 
Karel Martel liet zijn neef in afzondering leven. Theudoald werd waarschijnlijk vermoord in 741 na de dood van zijn oom.